# 轻骑兵 (歌剧)
《轻骑兵》是一部二幕轻歌剧，由奥地利作曲家弗朗茨·冯·苏佩作曲，剧本由卡尔·科斯塔编写，于1866年3月21日首演于维也纳卡尔剧院。
原剧故事发生在19世纪奥地利的一个乡村。其间，涉及多个人物的爱情阴谋和一对父女之间的关系在交错进行，与此同时，一队胡萨尔轻骑兵来到了。1934年，汉斯·波登斯坦特为该剧编写了全新的剧本，将剧情设定在18世纪的宫廷里，故事围绕一位男爵和他的情人—一位匈牙利伯爵夫人—的阴谋展开。伯爵夫人的芭蕾舞团名叫“轻骑兵”。

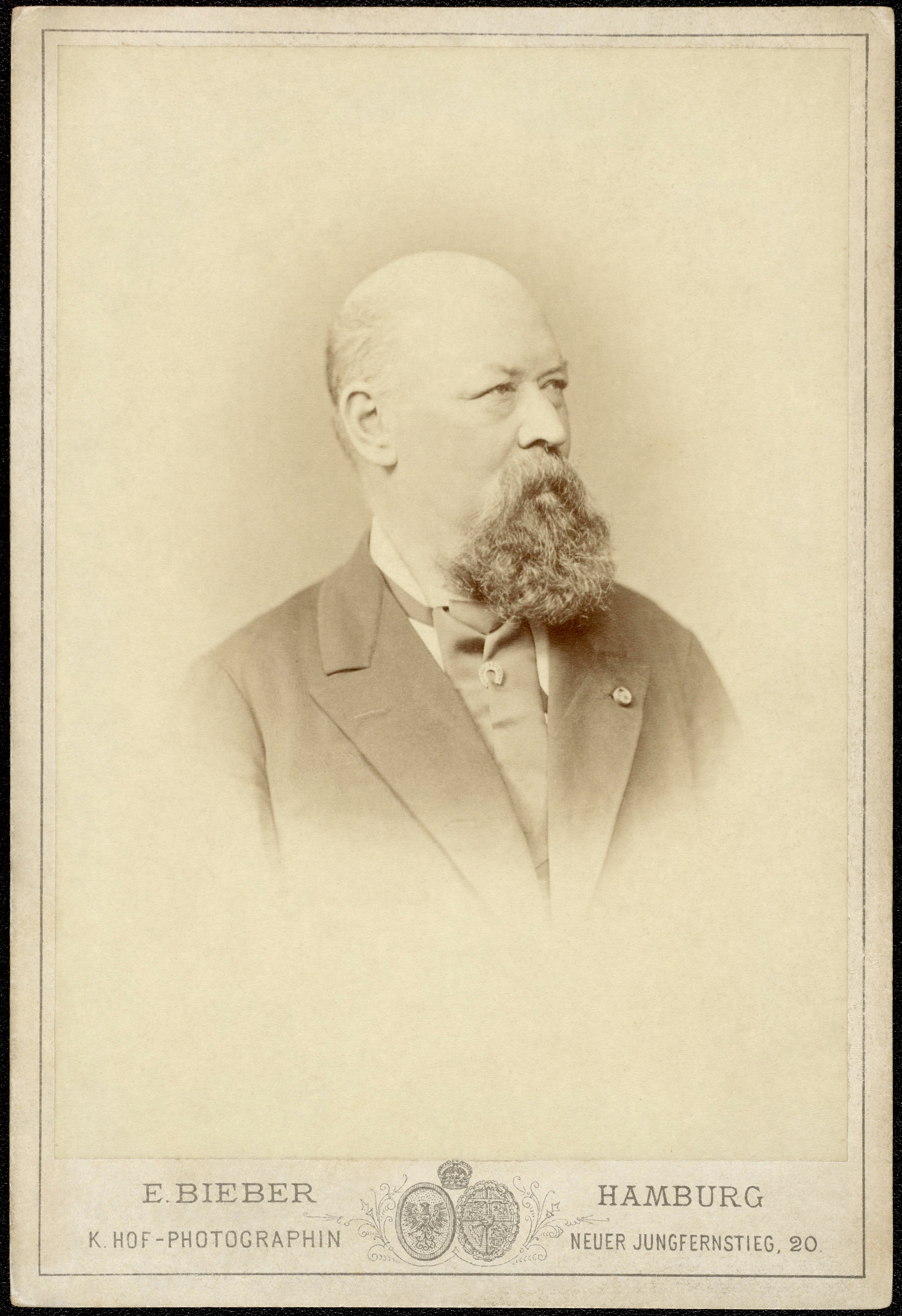
弗朗茨·冯·苏佩

该轻歌剧至今鲜为人知，但其序曲是苏佩知名度最高的作品中的一首。1935年的一部德国同名音乐剧电影（Leichte Kavallerie）采用了该歌剧的音乐。

## 剧情

### 第一幕
威尔玛是孤儿，现已成为一位美丽的姑娘。每看到年轻男子，她都会回头。多言的家庭主妇们向市长布姆斯和议员潘克拉茨抱怨维尔马的放浪行为。布姆斯和潘克拉茨都暗中垂涎于维尔马，但二者的妻子都妒火中烧，提议将维尔马处以流刑。市议会对此提议没有达成一致意见。
威尔玛不在意别人的流言蜚语，因为她爱着赫尔曼。但他们田园诗一般的浪漫被匈牙利胡萨尔轻骑兵的到来打破了。骑兵中士亚诺什带着人马住到市民家中；女性们尤其欢迎他们的到来。

### 第二幕
赫尔曼未能娶到威尔玛，因为他的监护人是市长布姆斯，而布姆斯仍然对美丽的威尔玛抱有希望。失望的赫尔曼想加入胡萨尔轻骑兵，于是找到亚诺什表明其愿望。亚诺什真诚地希望帮助赫尔曼，因为他亲眼看到了村民们的等级是如何划分的。亚诺什决定用一计谋来教训一下这里的女人们以及男人们。
亚诺什应允为布姆斯和潘克拉茨安排与威尔玛的密会，但暗中他引诱潘克拉茨的妻子欧拉莉娅前往约会地点。有情于亚诺什的欧拉莉娅以为她会见到亚诺什。布姆斯的妻子阿波罗尼亚被安排前往约会地点的近侧，她将会偷听到密会的全程。巧合的是，轻骑兵卡罗尔和施泰芬与平民女子多萝西娅和雷吉娜也到这里约会来了。
亚诺什同情不幸的赫尔曼与威尔玛，因为他自己有类似的经历。在他年轻的时候，他爱着金卡，但由于他的贫穷，他未被允许娶金卡。他被迫离开了她，不得再见。想起金卡，他想起他们在一起的时候总要唱起的一首歌。除了他俩，谁也不记得那首歌。突然，他听到有人在唱那首歌，但唱歌的不是金卡，而是威尔玛，是威尔玛小时候跟她母亲学的。
亚诺什在夜色中找到了唱歌的威尔玛。经询问，亚诺什被惊呆了：威尔玛竟是他的亲生女儿。找到女儿的亚诺什被巨大的喜悦征服了，同时也激起了他对本地人如此对待威尔玛的极大愤慨。他实施的计谋的目的性达到了。在所有被卷入计谋中的人的丑态充分展现之后，亚诺什逼迫市长布姆斯同意赫尔曼和威尔玛结婚。

就在市长被迫为赫尔曼和威尔玛祝福的时候，骑兵出发的集合号吹响了。胡萨尔轻骑兵在广场集合欢快地离去了，就像他们来的时候那样欢快。至此，轻骑兵的任务完成了。